# ÅSSA Industri- och bilmuseum
ÅSSA Industri- och bilmuseum, även ÅSSAmuseet, är ett arbetslivsmuseum i Åtvidaberg som bildades 1987 av Åtvids Hembygdsförening, pensionärer på ÅSSA, Metall 83 och Arbetarnas bildningsförbund, dessa två senare i Linköping.
Museets verksamhet är inriktad på visning och guidning av Åtvidabergs industrihistoria främst med grund i ÅSSA:s verksamhet med berättelser om företagets uppgång, ledning och nedläggning. Museet drivs av ideella krafter.

## Historia
Grängesbergs Industrier AB köpte tillverkningen av spårväxlar från ÅSSA 1985, och skänkte då de gamla maskinerna i maskinhallen till Åtvids Hembygdsförening, och dessa maskiner överlämnades sedan 1987 till museet vid dess start.